# 拉斯帕爾馬斯 (加利福尼亞州斯坦尼斯洛斯縣)
拉斯帕爾馬斯（英語：Las Palmas）是位於美國加利福尼亞州斯坦尼斯洛斯縣的一個非建制地區。該地的面積和人口皆未知。

## 地理
拉斯帕爾馬斯的座標為37°45′19″N 120°42′02″W / 37.75528°N 120.70056°W，而該地的平均海拔高度為101米（即331英尺）。